# Galagonik karłowaty
Galagonik karłowaty, galago Demidoffa (Galagoides demidoff) – gatunek owadożernego ssaka naczelnego z rodziny galagowatych (Galagidae).

## Taksonomia
Gatunek po raz pierwszy zgodnie z zasadami nazewnictwa binominalnego opisał w 1806 roku niemiecko-rosyjski przyrodnik Johann Fischer von Waldheim, nadając mu nazwę Galago demidoff. Miejsce typowe to Senegal. Podgatunek poensis formalnie opisał w 1904 roku angielski zoolog Oldfield Thomas, nadając mu nazwę Galago demidoffi poensis. Miejsce typowe to wyspa Bioko. Holotyp to dorosły samiec (sygnatura BMNH 1904.7.1.8) ze zbiorów Muzeum Historii Naturalnej w Londynie; okaz zebrany 5 marca 1904 roku przez Eiberta Seimunda.
Epitet gatunkowy demidovii był nieuzasadnioną poprawką oryginalnej pisowni demidoff. Dość dobrze odgraniczone odmiany G. demidoff, tzw. „lisio-czerwony” i „czerwono-szary”, występują w całej zachodniej Afryce, a odmiany o jaśniejszym i ciemniejszym futrze wydają się zajmować obszary w środkowej Afryce. Kolor strony brzusznej również różni się znacznie w zależności od miejsca występowania. Dawniej takson ten obejmował do sześciu podgatunków, ale ich ważność została zanegowana przez niedawne badanie morfologiczne czaszki i zębów. Tylko takson poensis jest nadal traktowany jako podgatunek, ponieważ jest zagrożoną formą zamieszkującą wyspę. Galagoides demidoff posiada 58 chromosomów. 
Autorzy Illustrated Checklist of the Mammals of the World rozpoznają dwa podgatunki.

### Etymologia
- Galagoides: rodzaj Galago É. Geoffroy Saint-Hilaire, 1796 (galago); gr. -οιδης -oidēs „przypominający, podobny”[22].
- demidoff: Paweł Grigoriewicz Demidow (1738–1821), rosyjski podróżnik, naukowiec[23].
- poensis: Fernando Póo lub Fernando Pó (obecnie Bioko), Zatoka Gwinejska, Gwinea Równikowa[24].

## Zasięg występowania
Galagonik karłowaty występuje w zależności od podgatunku:
- G. demidoff demidoff – zachodnia i środkowa Afryka od Senegalu na wschód do południowo-wschodniej Ugandy i północno-zachodniej Tanzanii i na południe do środkowej Angoli, południowej Demokratycznej Republiki Konga i północno-zachodniej Zambii.
- G. demidoff poensis – Bioko, Gwinea Równikowa.

## Morfologia
Długość ciała 12–17 cm, ogona 14–22 cm; masa ciała 55–100 g. Jest jednym z najmniejszych naczelnych.

## Ekologia
Zamieszkuje lasy galeriowe. Ma bardzo szybką przemianę materii, więc zjada wysokokaloryczny pokarm. Zwierzęta te żyją w grupach rodzinnych.

## Status zagrożenia
W Czerwonej księdze gatunków zagrożonych Międzynarodowej Unii Ochrony Przyrody i Jej Zasobów został zaliczony do kategorii LC (ang. least concern ‘najmniejszej troski’).